# Sättsköld
- Vänster: Modell som visar funktionen av en sättsköld (pavese).
- Höger Medeltida pavese från 1450 dekorerad med en jätte väpnad med påk.

Sättsköld (jämför tyska: Setzschild) är en kroppstäckande långsköld för fotsoldater som i regel sätts ned på marken som en flyttbar barriär, ibland försedd med ett spett eller spets nedtill. Sådana förekom redan under antiken hos den mykenska kulturen som spred principen vidare. Under medeltiden togs principen åter i bruk och vidareutvecklades till en speciell, fabrikstillverkad typ, den så kallade ”pavesen”.

## Beskrivning och användning
Sättsköldar är runt 1,5 till 2 meter höga sköldar som vanligtvis är gjorda av trä med läderbeklädnad, ofta försedda med fotstöd och synslits. De avses täcka en eller flera personer från fientliga projektiler och var särskilt avsedda för belägringar. De erbjöd bågskyttar och armborstskyttar skydd mot försvararnas projektiler och möjliggjorde framryckning mot fiendens befästning under skydd.
Under medeltiden kan de grundläggande kraven för en sådan sköld sägas vara: att vara tillräckligt stor nog att täcka minst en soldat vid nedsättning, pansrad nog att skydda mot armborstkolvar och tillräckligt lätt för att kunna flyttas runt på under pågående strid.

## Typer
- Pavese